# Yves Baumgarten
Yves Henri Marcel Marie Baumgarten (ur. 28 września 1964 w Mâcon) – francuski duchowny katolicki, biskup Le Puy-en-Velay od 2022.

## Życiorys
Święcenia kapłańskie otrzymał 27 czerwca 2004 i został inkardynowany do archidiecezji Lyon. Pracował głównie jako duszpasterz parafialny. W latach 2012–2014 odpowiadał jako wikariusz biskupi za rejon Lyon Est, a w latach 2014–2020 był kanclerzem kurii i wikariuszem generalnym archidiecezji.
16 lutego 2022 papież Franciszek mianował go ordynariuszem diecezji Le Puy-en-Velay. Sakry udzielił mu 27 marca 2022 arcybiskup François Kalist.